# Теодор Німилович
о. Теодор Німилович (1889, Дрогобич, нині Україна — 13 жовтня 1947, Унятичі, нині Україна) — український священник, слуга Божий греко-католицької церкви.

## Життєпис
Закінчив Перемишльську духовну семінарію (1916). Парох в с. Мединичі, с. Модрині, с. Торчиновичі, а остання парохія була в с. Унятичі біля Дрогобича.
13 жовтня 1947 року розстріляний на ганку разом з дружиною Ольгою та служницею Іриною.

### Беатифікаційний процес
Від 2001 року триває беатифікаційний процес прилучення о. Теодора та його дружини Ольги до лику блаженних.